# Такъв е животът
„Такъв е животът“ е документално риалити шоу по bTV. Изпълнителни продуценти са Явор Попов и Милена Будинова от „СуперНОВА медиа“.
Първото предаване е през март 2006 година. Предаването разказва за обичайни житейски проблеми и събития на хората.

## Сезони
| Сезон | Сезон | Заглавие                                 | Тeма                                             | Време на излъчване | ТВ Сезон           | Епизоди | Премиера             | Финал                |
| ----- | ----- | ---------------------------------------- | ------------------------------------------------ | ------------------ | ------------------ | ------- | -------------------- | -------------------- |
|       | 1     | Такъв е животът: Шейново                 | Млади семейства, които чакат дете                | Събота, 16:00      | 2006 (пролет-есен) | 13      | 25 март 2006 г.      | 29 септември 2006 г. |
|       | 2     | Такъв е животът: Сватбата                | Семейства, които ще се женят (подготовка и т.н.) | Събота, 16:00      | 2006 (есен-зима)   | 13      | 7 октомври 2006 г.   | 30 декември 2006 г.  |
|       | 3     | Такъв е животът: Кърмачетата             | Младите родители и новородените деца             | Събота, 16:00      | 2007 (пролет)      | 13      | 3 март 2007 г.       | 26 май 2007 г.       |
|       | 4     | Такъв е животът: Новите българи          | Чужденци в България                              | Събота, 16:00      | 2007 (есен-зима)   | 15      | 6 октомври 2007 г.   | 12 януари 2008 г.    |
|       | 5     | Такъв е животът: Балът                   | Абитуриенти и кандидат-студенти                  | Събота, 16:00      | 2008 (пролет)      | 15      | 1 март 2008 г.       | 7 юни 2008 г.        |
|       | 6     | Такъв е животът: Новите българи 2        | Чужденци в България-продължението                | Събота, 16:00      | 2008 (есен-зима)   | 16      | 27 септември 2008 г. | 27 декември 2008 г.  |
|       | 7     | Такъв е животът: Първата брачна нощ      | По време и след сватбата                         | Събота, 16:00      | 2010 (зима-пролет) | 13      | 2 януари 2010 г.     | 27 март 2010 г.      |
|       | 8     | Такъв е животът: За хората               | Хора, посветили се на благотворителност          | Събота, 16:00      | 2010 (пролет)      | 9       | 3 април 2010 г.      | 29 май 2010 г.       |
|       | 9     | Такъв е животът: Приемни семейства       | Историята на децата и приемните семейства        | Неделя, 11:00      | 2010 (есен-зима)   | 12      | 12 декември 2010 г.  | 6 март 2011 г.       |
|       | 10    | Такъв е животът: Да бъдеш родител        | Какво е да бъдеш родител?                        | Събота, 15:00      | 2012 (зима-пролет) | 12      | 7 януари 2012 г.     | 24 март 2012 г.      |
|       | 11    | Такъв е животът: Истинските герои        | Хора, успели в живота по необикновен начин       | Събота, 15:00      | 2012 (есен)        | 12      | 29 септември 2012 г. | 15 декември 2012 г.  |
|       | 12    | Такъв е животът: Работилница за родители | Как се става родител (съвети и т.н.)             | Неделя, 15:00      | 2013 (зима)        | 8       | 6 януари 2013 г.     | 10 март 2013 г.      |